# Ponte della Musica-Armando Trovajoli
Il ponte della Musica-Armando Trovajoli è un ponte di Roma che sovrappassa il Tevere tra i quartieri Della Vittoria e Flaminio; sospeso tra il lungotevere Flaminio e quello Cadorna, il ponte collega l'auditorium Parco della Musica, il parco di villa Glori, il museo del MAXXI e il teatro Olimpico con il complesso sportivo del Foro Italico, l'ostello della gioventù, lo spazio verde di Monte Mario, il museo del Genio e l'auditorium della Rai.
Realizzato in acciaio e cemento armato, è riservato all'uso ciclabile e pedonale, nonché per il trasporto pubblico; inaugurato nel maggio 2011 come ponte della Musica, a due anni di distanza è stato intitolato alla memoria di Armando Trovajoli, assumendo l'attuale denominazione.

## Storia

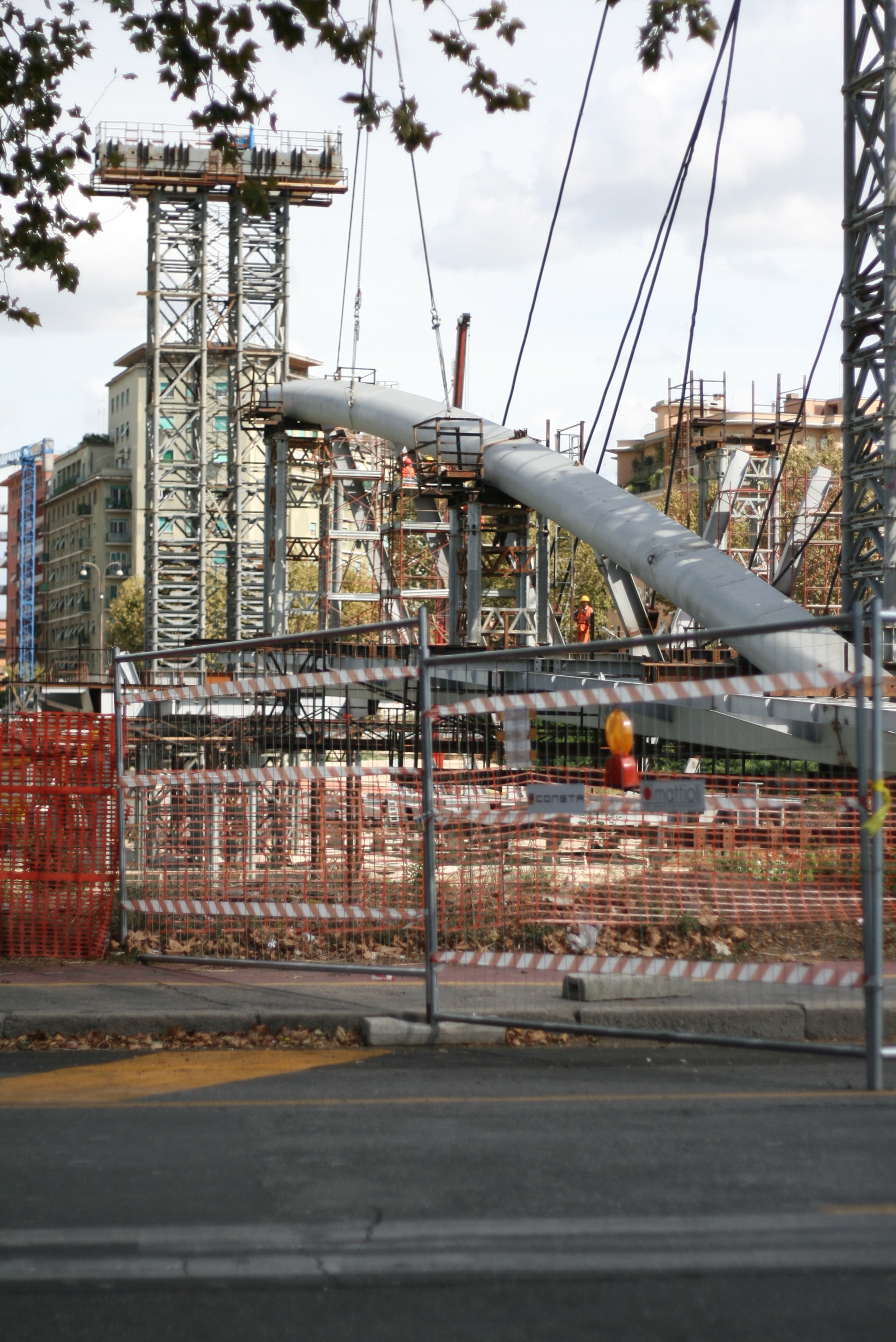
Il ponte in costruzione (2010)

Benché la realizzazione di un'opera del genere fosse già prevista nel piano regolatore della Capitale del 1929, è solo dopo settant'anni che viene dato il via all'iter del progetto.
È infatti il 2000 quando viene bandito un concorso internazionale per il disegno del ponte, vinto dallo studio londinese Buro Happold e dall'ingegner Davood Liaghat, assieme a Kit Powell-Williams Architects; il progetto definitivo vede inoltre lo sviluppo da parte della società d'ingegneria Carlo Lotti & Associati di Roma, e l'assegnazione congiunta della progettazione esecutiva alla ATP Mario Petrangeli & Associati e allo studio Biggi-Guerrini. La realizzazione è stata invece appannaggio del Consorzio Stabile Consta, eseguita dall'impresa Mattioli, per un costo totale di circa 8 milioni di euro.
L'opera era immaginata da principio per l'uso esclusivo pedonale, e solo successivamente è stata modificata per consentire anche il transito ciclabile e di mezzi pubblici ecologici, come tram e autobus elettrici.
La costruzione, iniziata nel 2008, si è conclusa tre anni dopo. L'impresa costruttrice è stata l'italiana Mattioli, così come il fornitore della struttura in acciaio, la Maeg Costruzioni di Treviso. L'inaugurazione, originariamente prevista per il 21 aprile 2011, 2764° Natale di Roma, è stata posticipata al 31 maggio successivo a causa di una partita fallata di 2 000 doghe di legno di bangkirai utilizzate per la pavimentazione delle passerelle laterali, per cui si è resa necessaria la rimozione e la sostituzione con nuovi listoni.
A seguito della morte del compositore romano Armando Trovajoli nel febbraio 2013, il 30 maggio dello stesso anno il suo nome è stato affiancato a quello precedente del ponte, che ha così assunto l'odierna denominazione.

## Descrizione
Il ponte, con un design dal gusto contemporaneo, unisce nella costruzione materiali diversi come l'acciaio, il calcestruzzo ad alta resistenza, il cemento armato e il legno. Si presenta con una struttura ad arco, lunga 190 metri, che raggiunge una larghezza massima di 22 nella zona centrale e di 14 alle due estremità.
La maggiore caratteristica architettonica dell'opera è ravvisabile nei due grandi archi ribassati in acciaio — lievemente inclinati verso l'esterno — che cingono e sorreggono l'impalcato metallico; tra di essi, inoltre, è assente un collegamento orizzontale nella zona sovrastante: questa soluzione stilistica ha permesso di conferire una particolare leggerezza d'insieme al ponte, oltreché di "separare" la corsia carrabile centrale dai due percorsi pedonali che ai lati si affacciano sul Tevere.
Il calcestruzzo armato è usato per le imposte degli archi, che si sviluppano fino al suolo e qui rimandano le spinte dei due elementi. I piedritti alla base inglobano le scale di collegamento al piano calpestabile, e di accesso alle rive del fiume. La passerella centrale del ponte, che permette il passaggio di ciclisti e mezzi pubblici, ha una pavimentazione in asfalto; i due calpestizi laterali, adibiti prettamente al passaggio pedonale, sono invece ricoperti con doghe di legno che poggiano direttamente sulla struttura di acciaio.
Il progetto esecutivo dell'opera ha previsto una modifica dello schema strutturale senza alterare in alcun modo la geometria e le forme pensate dall'architetto Powell. Il ponte si presenta infatti, nella nuova configurazione, con uno schema a spinta eliminata per mezzo di stralli precompressi posti all'interno dell'impalcato. Al fine di ridurre gli effetti dell'azione sismica, la spalla del ponte lato piazza Gentile da Fabriano (spalla sinistra) è stata inoltre isolata alla base per mezzo di isolatori sismici.

## Trasporti
|  | È raggiungibile dalla stazione Piazza Euclide. |